# مسجد طالب محمد لودي
مسجد طالب محمد لودي مسجد طالب محمد لودي التاريخي أنشأ في عام 1833، وكان أول معهد للصلاة والتعليم في ماثيورا في سوق بيني في مدينة سيلهيت في بنغلاديش، وكان الرمز الوحيد لعمارة المغول في هذا المجال .

## البناء
تم بناء مسجد طالب محمد لودي في عام 1983، ومن ذلك الوقت حتى الآن فقد المسجد لكثير من ارثه وبنائه من فن العمارة المغولية، ويعد هذا المسجد أقدم دليل على اتصال عائلة إبراهيم لودي في مدينة سيلهيت من بنغلاديش .

## وصلات خارجية
- موقع المسجد